# Momčilo Đokić
Momčilo Đokić (* 27. Februar 1911 in Kuršumlija; † 21. April 1983 in Bela Crkva) war ein jugoslawischer Fußballspieler.
Đokić, der auf Vereinsebene ausschließlich für SK Jugoslavija aktiv war, gehörte der jugoslawischen Fußballnationalmannschaft an und nahm mit ihr an der ersten Fußball-Weltmeisterschaft 1930 teil. Dort kam der Flügelspieler in den Gruppenspielen gegen Brasilien und Bolivien, sowie im Halbfinale gegen Uruguay zum Einsatz. Insgesamt absolvierte er von 1930 bis 1936 13 Länderspiele für Jugoslawien.